# فرودگاه ییچانگ سانگسیا
فرودگاه ییچانگ سانگسیا (به انگلیسی: Yichang Sanxia Airport) یک فرودگاه همگانی با کد یاتا YIH است . این فرودگاه در کشور چین قرار دارد .

## شرکت‌های هواپیمایی و مقصدهای پروازی
| شرکت‌های هواپیمایی      | مقصدهای پروازی                                                                                            |
| ---------------------- | --- |
| Air Busan              | گیمهی |
| ایر چاینا              | پکن |
| بیجینگ کپیتال ایرلاینز | لانگ‌دونگ‌بائو گوئی‌یانگ، هانگجو ژیاشان                                                                      |
| هواپیمایی شرقی چین     | بایون گوآنگجو، گایلین لیانگ‌جیانگ, کونمینگ چانگشوی، اوردوس ایجین هورو, کینگدائو لیوتینگ، شانگهای هونگچیائو |
| هواپیمایی جنوبی چین    | بایون گوآنگجو                                                                                             |
| GX Airlines            | نانینگ ووژو، تیانجین بینهای                                                                               |
| هاینان ایرلاینز        | پکن |
| Lucky Air              | کونمینگ چانگشوی، نینگبو لیشه                                                                              |
| شانگهای ایرلاینز       | شانگهای پودنگ                                                                                             |
| شنژن ایرلاینز          | شنژن بن، سانن شوفانگ                                                                                      |
| سیچوان ایرلاینز        | چانگجو بنیو، چنگدو شوانگلیو، چنگچینگ ییانگبی، کونمینگ چانگشوی                                             |
| ژیامن ایرلاینز         | شی‌آن شیان‌یانگ، زیامن گائوچی                                                                               |